# Eugénie Fougère
Ne doit pas être confondu avec Eugénie Fougère (demi-mondaine).
Pour les articles homonymes, voir Fougère (homonymie).
Eugénie Philippine Faugère dite Eugénie Fougère, née le 12 avril 1870 à Strasbourg et morte le 6 février 1946 à Paris, est une artiste de vaudeville et de music-hall française. 
Connue pour ses personnages de soubrette (synonyme de « coquette ») et de femme frivole pour ses tenues aguichantes, ses fringants mouvements et son comportement suggestif, elle était également célèbre pour son interprétation de cake-walk qui, dans son propre style, reproduit les rythmes de cette danse née parmi les noirs afro-américains. 
Elle ne doit pas être confondue avec la demi-mondaine Eugénie Fougère, bien qu'elles se connaissaient, fréquentaient les mêmes cercles et vécurent dans la même rue à Paris pendant un certain temps,,.

## Biographie

### Jeunesse et début de carrière

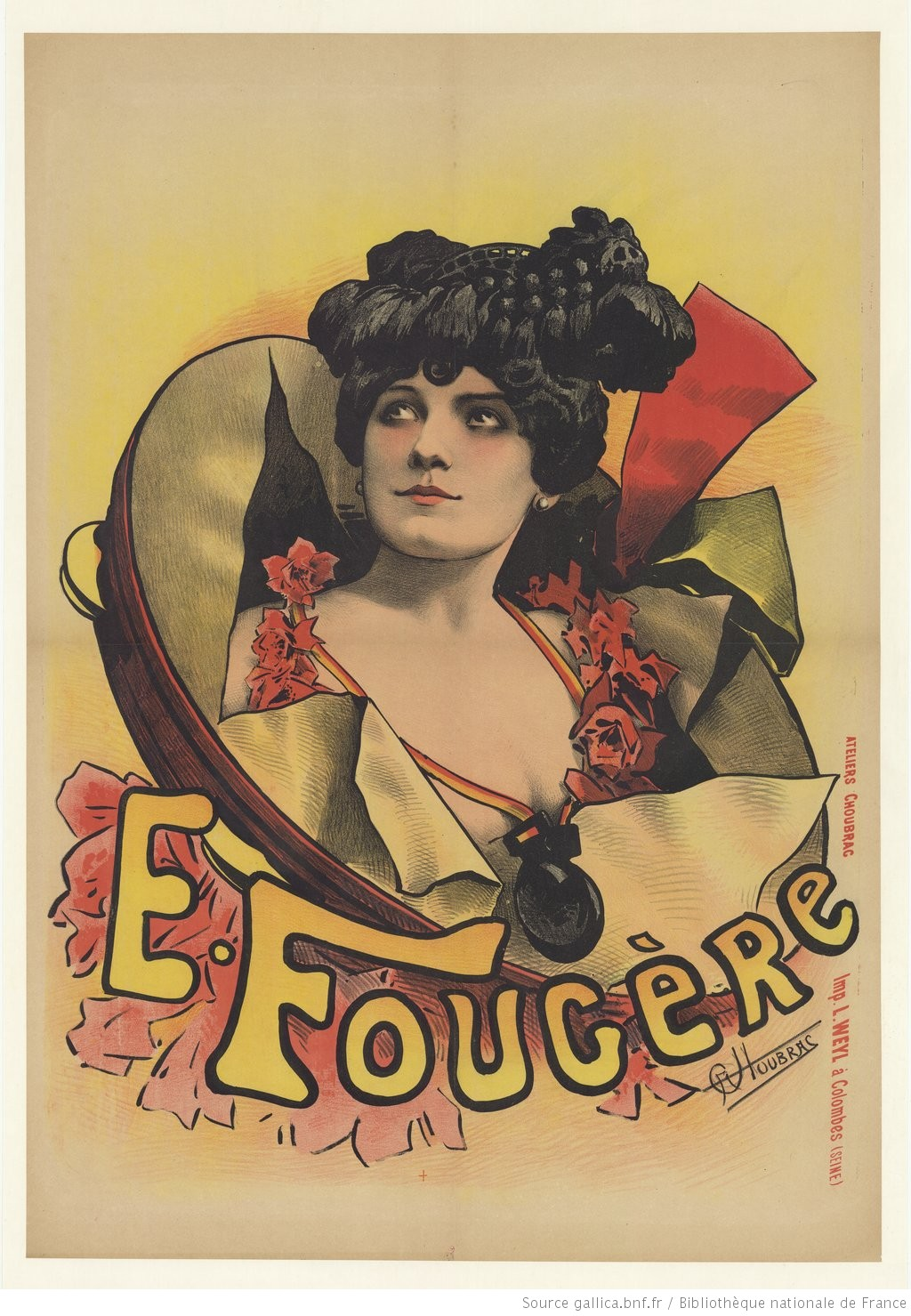
Eugénie Fougère vers 1890 (affiche d'Alfred Choubrac).

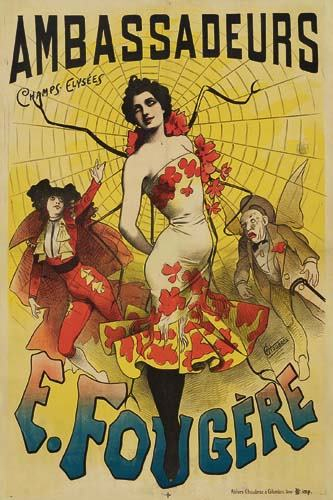
Eugénie Fougère au Café des Ambassadeurs.

Le passé de Fougère est entouré de mystère, notamment parce qu'elle-même a contribué aux ambiguïtés en créant une double identité dans la vie réelle et sur scène. Selon certaines sources, elle était d'origine espagnole ou juive espagnole, mais il est plus probable que sa véritable identité ait été confondue avec son premier succès artistique en tant que chanteuse et danseuse espagnole, connue comme une des « fausses Espagnoles ».
Après le meurtre de son homonyme en 1903, Fougère se plaint de la confusion autour de leur nom, à propos duquel les deux demoiselles s'étaient disputées dans le passé,. Fougère affirme qu'elle est la porteuse légitime du nom, mais en réalité elle est née sous l'identité d'Eugénie Philippine Faugère à Strasbourg, fille naturelle de Jean Faugère, soldat pontonnier au 16e régiment d'artillerie originaire de Puylaurens (Tarn), et de Catherine Kistler, couturière née à Herrlisheim,,,. Elle a une sœur aînée, Justine Joséphine, née à Metz en 1861. 
Après la guerre franco-allemande de 1870, son père, qui a passé vingt et un ans dans l'armée, vient à Avignon avec son régiment et après avoir quitté l'armée, s'y établit comme tailleur. Devenue ainsi avignonnaise dans sa prime jeunesse,, Eugénie est naturalisée française en 1872 peu après le mariage de ses parents. 
Fougère fait sa première apparition sur scène à l'âge de 12 ans en Avignon et à 14 ans à Marseille. À l'âge de 15 ans, elle commence sa carrière au café des Ambassadeurs à Paris où elle passera le reste de sa vie. Elle devient célèbre comme chanteuse excentrique ou gommeuse et comme danseuse des Folies Bergère et de l'Olympia.
Son premier succès est comme chanteuse épileptique, un genre « qui a créé un style de concupiscence sexuelle combinée avec le clownesque des contorsions corporelles, créant une femme grotesque. ». Les chanteuses épileptiques comme Polaire et Fougère ont été l'une des plus grandes attractions de la nuit parisienne dans le dernier quart du 19e siècle, en raison de l'attraction commerciale de l'obscénité et de la provocation sexuelle.

### Cake-walk
Tout comme Polaire et Mistinguett, Fougère est devenue connue pour sa technique de danse « racialement ambigüe ». Elle a dansé le ragtime et le cake walk, populaires à l'époque, qui sont devenus une folie fin 1902. L'ambigu cake-walk est devenu rapidement très populaire et Fougère est apparue sur la couverture de Paris qui chante , dansant sur la chanson Oh ! ce cake-walk dont les paroles assimilent la danse afro-américaine avec les singes et l'épilepsie,. André Levinson, théoricien de la danse, disait qu'il est impossible pour les Européens de recréer les mouvements de la danse africaine, et c'est pourquoi le public est surpris par elle.
La « frénétique divette » a été une précurseuse dans l'art du music-hall, en introduisant des chansons et des danses de tous les pays, longtemps avant que ce ne se soit devenu à la mode dans les cafés-concerts, tout en portant les plus improbables toilettes, ornées de couleurs paradoxales. En décrivant une revue à La Cigale, près de la place Pigalle en 1920, où elle est apparue dans le costume d'un Noir américain, Rae Beth Gordon, professeur de littérature française, note qu'« au moins, dans cette fantaisie originale, dit elle, j'ai senti de nouveau mon ancien moi ». Le blackface par des chanteurs blancs suggère que les motivations pour adopter l'apparence d'une personne noire et les effets d'une telle mascarade vont au-delà de son utilisation pour une simple représentation théâtrale. Fougère se sentait plus à l'aise dans un corps noir ou, au moins, dans un corps régi par des mouvements et des rythmes afro-américains que dans un corps blanc privé de la possibilité de s'exprimer sans retenue

### Aux États-Unis
L'audacieuse Fougère fait ses débuts aux États-Unis le 7 septembre 1891, au Koster and Bial's Music Hall à Broadway. Elle tourne aux États-Unis pendant de nombreuses années, mais sa représentation est souvent trop forte pour le public. Ainsi, elle est sifflée sur scène à Kansas City. « Les gens pensent que je suis - ah - comment vous dites " Naughtee" ? », a-t-elle commenté. « Ah, monsieur, ils ne comprennent pas, ils apprendront ... Ah, ces Américains, ils sont un peu lents, mais ils aiment tous la grande Fougère quand ils la connaissent ... Mais, oh ! tout essoufflée, c'est terrible ».
Ses performances choquent souvent les Nord-Américains puritains et révèlent leur hypocrisie[réf. souhaitée]. En octobre 1907, alors qu'elle se produit au Gaiety Theatre de Washington, elle est amenée au commissariat de police où elle doit payer une caution de 50 $ pour assurer sa « bonne conduite ». Malgré le fait que le sergent de police ait apprécié son spectacle au premier rang, en particulier sa « spécialité », il a néanmoins dit qu'il était choqué et l'a traînée au poste de police.

### Vol à l'étalage
En mai 1906, Fougère et son mari, l'acteur Albert Girault (également orthographié Girod), sont condamnés pour vols à l'étalage d'une robe de nuit, de la lingerie et d'autres articles, après avoir quitté Lewis & Alleby's, un magasin de textile basée à Londres,. Elle se produit alors au Oxford Music Hall pour un salaire substantiel et affirme qu'elle a oublié de payer. Les accusations sont rejetées en appel. Fougère a la réputation de dépenser de l'argent rapidement.
En 1909, elle fait une apparition à Montréal qui choque et scandalise le public à cause de sa performance et de « l'affichage excessif de lingerie ». Un article de la Gazette de Montréal mentionne le lendemain que « Mademoiselle Eugénie Fougère, l'actrice française de music-hall, qui a été annoncée comme vedette de Bennett cette semaine, a fait sa première et dernière apparition à ce théâtre hier après-midi. Elle était peut-être tout à fait acceptable dans les music-halls de Londres et de Paris, Elle n'avait certainement pas sa place dans un théâtre montréalais ». Le directeur du théâtre dit à Eugénie qu'elle ne sera plus autorisée à réapparaître.
En 1912, son mari Albert Girault meurt à Mexico d'une attaque de typhus,.

### Fin de carrière
Selon Gordon, elle revient sur scène, après une longue pause, en 1920 aux Ambassadeurs, aux côtés de la danseuse et actrice française Polaire. Sur la scène du théâtre Marigny, lors d'un championnat du monde de danses modernes organisé par le journal Comœdia, elle exécute pour la première fois en France une rumba, en duo avec un artiste cubain du nom d'Enrique (ou Ruiz) Madrid. Leur prestation leur vaut un prix. En 1926, ils vivent ensemble au 32 avenue des Ternes.
Dans une interview avec Maurice Hamel en 1925, Eugénie Fougère se plaint de n'avoir plus d'engagements et de perdre sa fortune (des bijoux d'une valeur de 275 000 francs lui ont été volés). En 1934, elle donne une autre interview à Hamel à Paris, dans un petit appartement dont les murs sont couverts de photographies, ayant ainsi créé son propre musée dans lequel elle se remémore sa riche carrière. Elle raconte qu'elle a eu beaucoup de difficultés pour corriger le faux avis de sa mort en 1903 quand elle a été confondue avec son homonyme.
En 1936, elle vit seule au 64 rue de Lévis.  Elle joue un dernier rôle de vieille coquette dans le film Les Perles de la couronne de Sacha Guitry, sorti en mai 1937. Le 16 septembre 1939, deux semaines après la déclaration de guerre, son nom figure sur une liste d'artistes volontaires pour se produire sur scène, au profit d'autres artistes dans le besoin. Elle ne fait plus parler d'elle après cette date. 
Établie 5 rue du Mont-Dore, elle meurt sous le nom d'Eugénie Fougère en 1946 à l'hôpital de la Salpêtrière et est inhumée une semaine tard au cimetière parisien de Thiais (14e division). 

## Postérité
Gordon note que la popularité d'artistes comme Eugénie Fougère « était comparable à celle d'Elvis Presley un peu plus d'un demi-siècle plus tard ». Elle a inspiré plusieurs danseurs, actrices et chanteurs célèbres de son époque, qui ont incorporé le style de danse « nègre » et africaine qu'elle a utilisé dans ses spectacles. Elle a également été l'une des pionnières des artistes burlesques music-hall et de théâtre.
Fougère a été représentée dans une peinture murale sur le toit du bar de l'hôtel Knickerbocker à Times Square à New York, quand il a rouvert en 2015, pour commémorer l'époque où l'hôtel était l'endroit le plus « chaud » de la ville, au début des années 1900,.